# О’Карри, Юджин
Юджин О’Карри (ирл. Eoghan Ó Comhraí или Eoghan Ó Comhraidhe, 20 ноября 1794—30 июля 1862) — ирландский филолог и антиквар.

## Биография
Он родился в Дунахе, недалеко от Карригахольта вграфствв Клэр, в семье фермера Эогана О Комраи и его жены Кейт. Эоган какое-то время был странствующим разносчиком и увлёкся ирландским фольклором и народной музыкой. Что необычно для человека его происхождения, он, кажется, был грамотным и, как известно, владел рядом ирландских рукописей. Вполне вероятно, что Эоган в первую очередь отвечал за образование своего сына. 
Проработав несколько лет на ферме своего отца и школьным учителем, Юджин О’Карри примерно в 1824 году переехал в Лимерик и провёл там семь лет, работая в психиатрической больнице. 3 октября 1824 года он женился на Энн Бротон, дочери Джона Бротона из Килладерри недалеко от Бродфорда, графство Лимерик. О’Карри был сторонником католической эмансипации и в 1828 году написал стихотворение, поздравляющее Дэниела О'Коннелла с его избранием депутатом.
В это время О’Карри стал известен благодаря своим знаниям ирландского языка и истории и к 1834 году начал переписываться с антикваром Джоном О'Донованом. С 1835 по 1842 год по рекомендации О’Донована он работал в топографическом и историческом отделе Управлении артиллерийского вооружения Ирландии (предшественнике Национального картографического агентства Ирландии).  О’Карри провёл большую часть оставшейся жизни в Дублине и зарабатывал себе на жизнь, переводя и копируя ирландские рукописи; каталог ирландских рукописей в Британском музее в 1849 году был составлен им за плату в размере 100 фунтов стерлингов. О’Карри отвечал за переписывание ирландских рукописей, в том числе и «Анналы четырех мастеров», которые О’Донован редактировал в 1848—1851 годах.
В 1851 году он был избран членом Ирландской королевской академии, а после основания Католического университета Ирландии в 1854 году он был назначен профессором ирландской истории и археологии. Он работал с Джорджем Петри над «Древней музыкой Ирландии» (1855 г.). В 1852 году он и О’Донован предложили издать «Словарь ирландского языка», который в конечном итоге был начат Ирландской королевской  академией в 1913 году и окончательно завершён в 1976 году. 
Его лекции были опубликованы университетом в 1860 году и дают наиболее полное представление о ирландской средневековой литературы для того времени. Три других тома лекций были опубликованы посмертно под названием «О нравах и обычаях древних ирландцев» (1873 г.). Его объемистые рукописи, особенно восемь огромных томов древнего ирландского права, свидетельствуют о его неустанном трудолюбии. Кельтское общество, членом совета которого он был, опубликовало два его перевода средневековых сказок.
Он умер от сердечного приступа в своем доме в Дублине 30 июля 1862 года, у него остались два сына и две дочери.
Он похоронен на кладбище Гласневин в Дублине.

## Научные труды
- Lectures on the Manuscript Materials of Ancient Irish History, Dublin, J. Duffy, 1861
- On the Manners and Customs of the Ancient Irish, 1873
  - O'Curry, Eugene (1873), On the Manners and Customs of the Ancient Irish, vol. 1, ISBN 9780876960103
  - O'Curry, Eugene (1883), On the Manners and Customs of the Ancient Irish, vol. 2, ISBN 9780876960103
  - O'Curry, Eugene (1873), On the Manners and Customs of the Ancient Irish, vol. 3, ISBN 9780876960103

Как переводчика
- Ancient Laws of Ireland, translated by O'Donovan, John; O'Curry, Eugene, Alexander Thom (Dublin); Longman, Green , Longman, Roberts, and Green (London)
  - Senchus Mor : Introduction to Senchus Mor, and Athgabhail; or, Law of Distress as contained in the Harleian manuscripts, vol. 1, 1865
  - Ireland (1869), Senchus Mor Part II : Law of Distress (completed); Laws of Hostage-Sureties, Fosterage, Saer-Stock Tenure. Daer-Stock Tenure, and of Social Connexions, vol. 2
  - Senchus Mor (conclusion), being the Corus Bescna or Customary Law and The Book of Aichill, vol. 3, 1873
  - Din techtugad and other selected Brehon law tracts, vol. 4, 1879
  - Uraicecht Becc and certain other selected Brehon law tracts, vol. 5, 1901
  - Glossary, vol. 6, 1901

## Память
- О’Карри-роуд в районе Тентерс Dublin 8 названа в честь Юджина О’Карри.
- Клуб O’Curry GAA на полуострове Луп Хед
- улица O’Curry Street в Килки также названы в его честь.